# Austalis calliphoroides
Austalis calliphoroides är en tvåvingeart som först beskrevs av Tokuichi Shiraki 1963.  Austalis calliphoroides ingår i släktet Austalis och familjen blomflugor. Inga underarter finns listade i Catalogue of Life.